# Hrabstwo Washington (Teksas)

Piramida wieku hrabstwa

Hrabstwo Washington – hrabstwo położone w USA w stanie Teksas. Utworzone w 1836 r. Siedzibą hrabstwa jest miasto Brenham. 

## Miasta
- Brenham
- Burton